# Doodsbeenderenboom
De doodsbeenderenboom of hertengeweiboom (Gymnocladus dioicus) is een loofboom die inheems is in de Amerikaanse Middenwesten en een strook daarbuiten, aan de zuid- en oostkant. De noordkant van zijn verspreidingsgebied raakt net aan de Grote Meren. Hij komt niet van nature in Nederland voor. Hij floreert alleen in draslanden met zoet water en men vermoedt dat hij dat water nodig heeft om zijn zaden na rotting te laten ontkiemen.
De vuil-bruine/grijzige twijgen zijn blauwig berijpt met de vale lijkkleur van skeletbeenderen. De bladeren zijn dubbel geveerd en voorzien van stelen met een knekelvormige voet.

## Vindplaatsen
- Arboretum De Dreijen in Wageningen (Beeldengalerij Het Depot), aangeplant in 2014[1]
- Begraafplaats Zorgvlied in Amsterdam-Zuid
- Begraafplaats "De Nieuwe Ooster" in Amsterdam-Oost
- Bomentuin "Trompenburg" in Rotterdam
- Nabij villa Marialust in het Verzetsstrijderspark in Apeldoorn
- Botanische tuin Jochumhof in Steyl (nabij Venlo)
- Nabij het Airborne Museum in Oosterbeek
- Botanische Tuin Afrikaanderwijk in Rotterdam
- Oude Hortus in Utrecht
- Stationsplein in Utrecht
- Protestantse Begraafplaats in Sommelsdijk
- Stadskweektuin Haarlem
- Landgoed Keukenhof in Lisse
- Begraafplaats "Eikelenburg" in Rijswijk (ZH)
- Landgoed Larenstein in Velp (Gld)
- Binnentuin Huis voor Cultuur en Bestuur in Nijverdal (OV)
- Kerktuin Hervormde kerk Den Ham Overijssel
- Plantsoenstrook langs de Griffensteinselaan tegenover nrs. 59 en 60 in Zeist
- Zuidzijde gemeentehuis/theater Hoogezand
- Wilhelminapark in Tilburg
- Diergaarde Blijdorp in Rotterdam
- Toren-weide  "Oude Toren" in Haaren
- Kruidtuin in Leuven
- Park Kasteel Amstenrade in Beekdaelen
- Tuinbouwschooltuin in Frederiksoord
- Bomentuin (arboretum) d'n Hooidonk in Den Dungen
- Arnhems Buiten in Arnhem

Doodsbeenderenboom - Gymnocladus dioicus
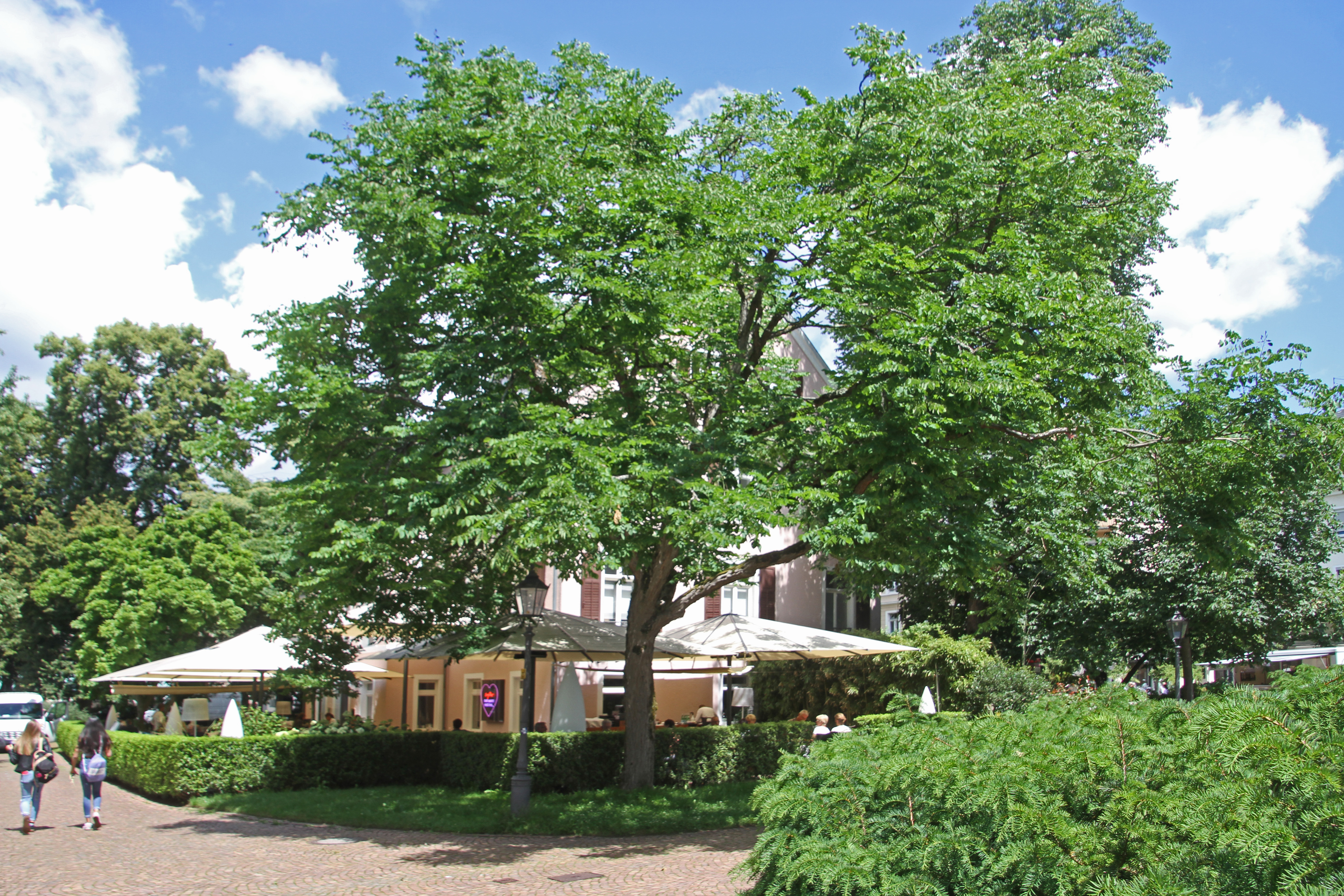
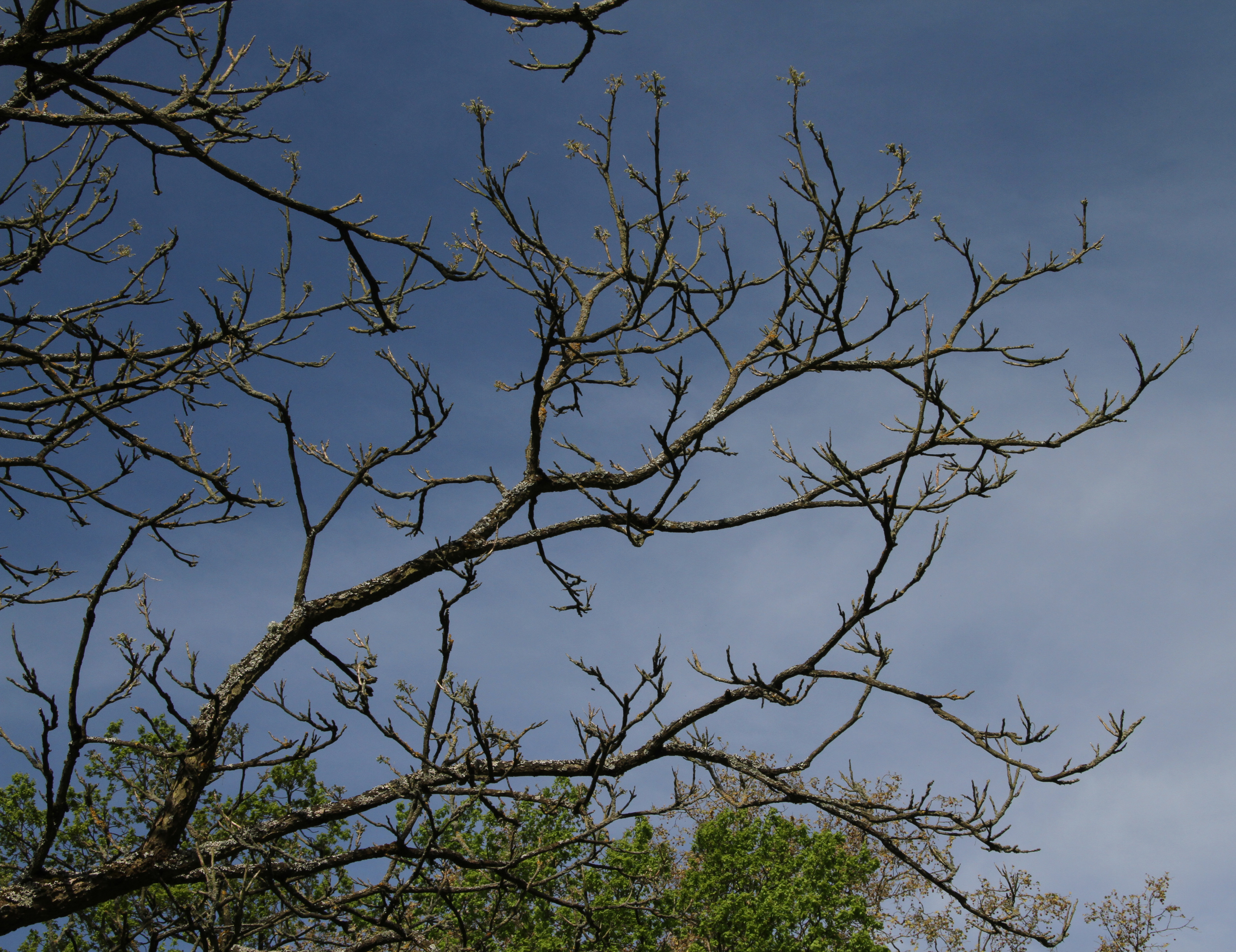
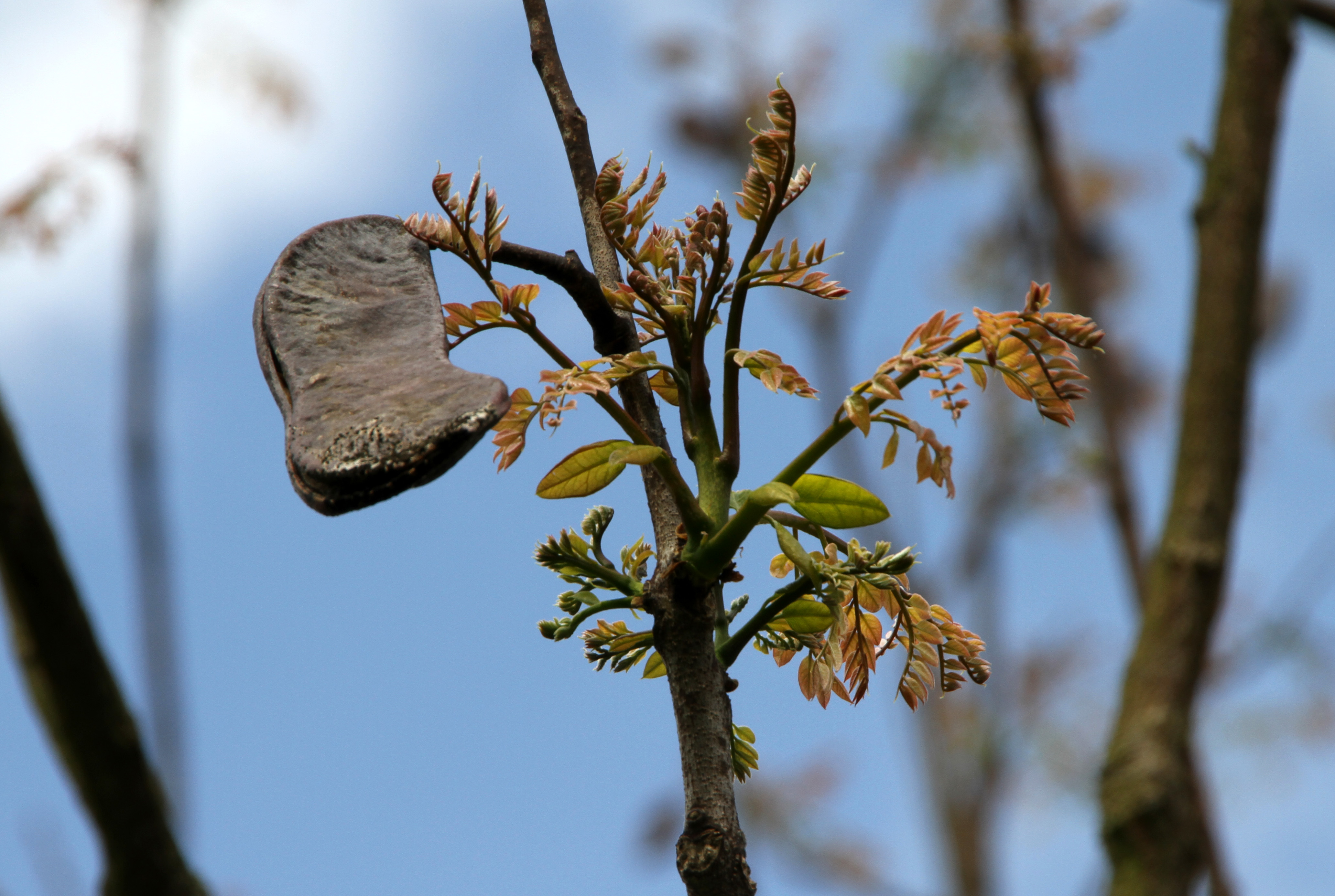
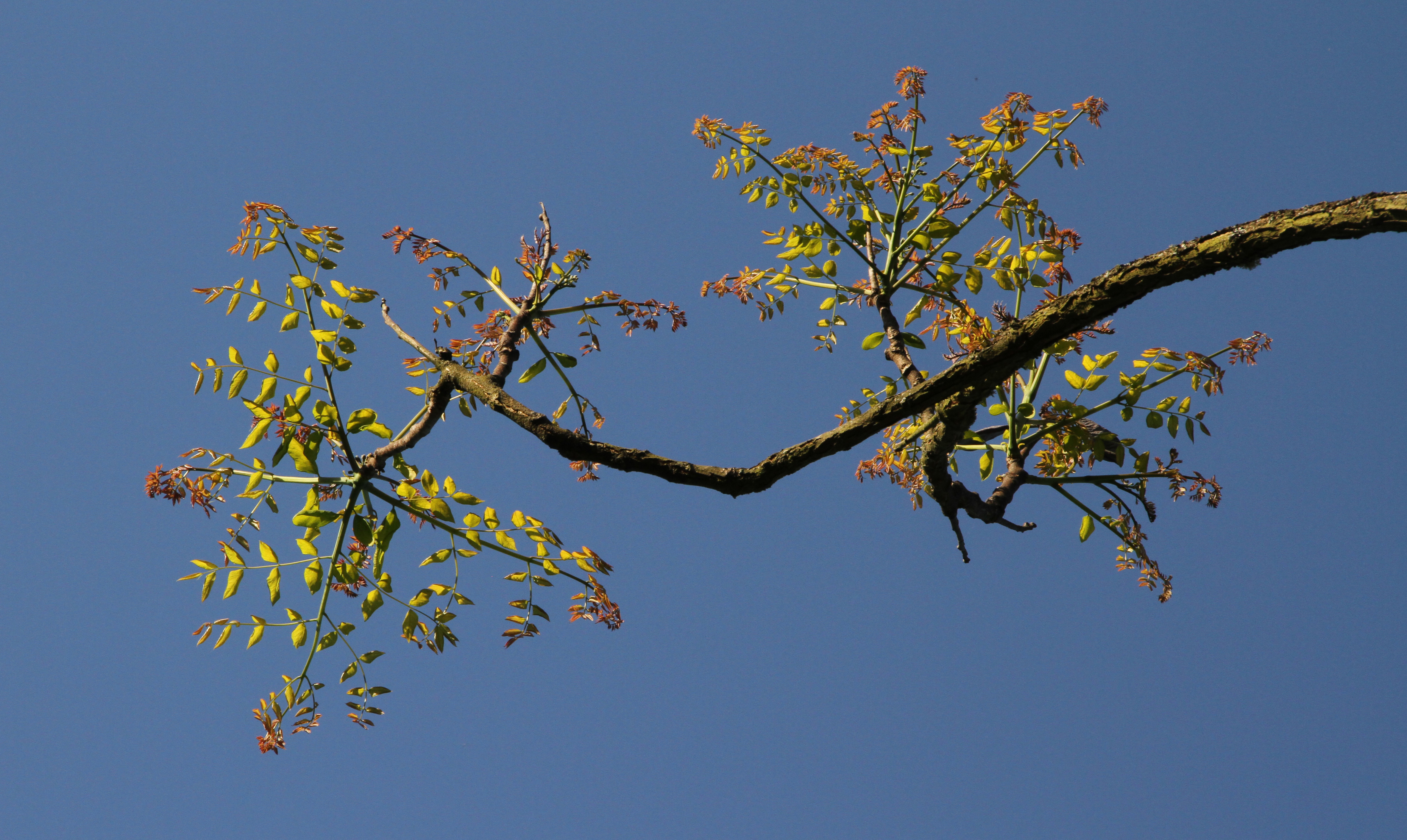
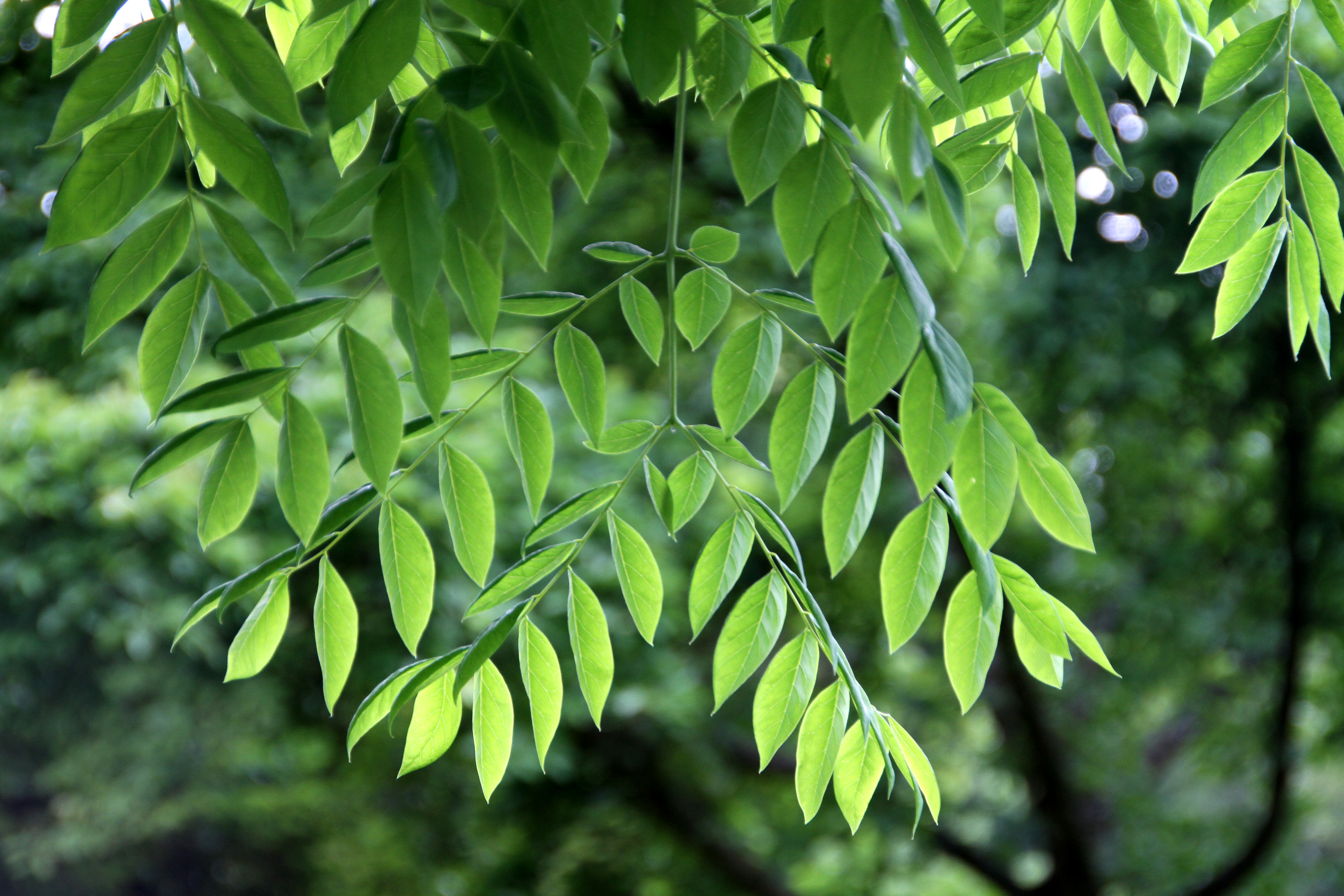
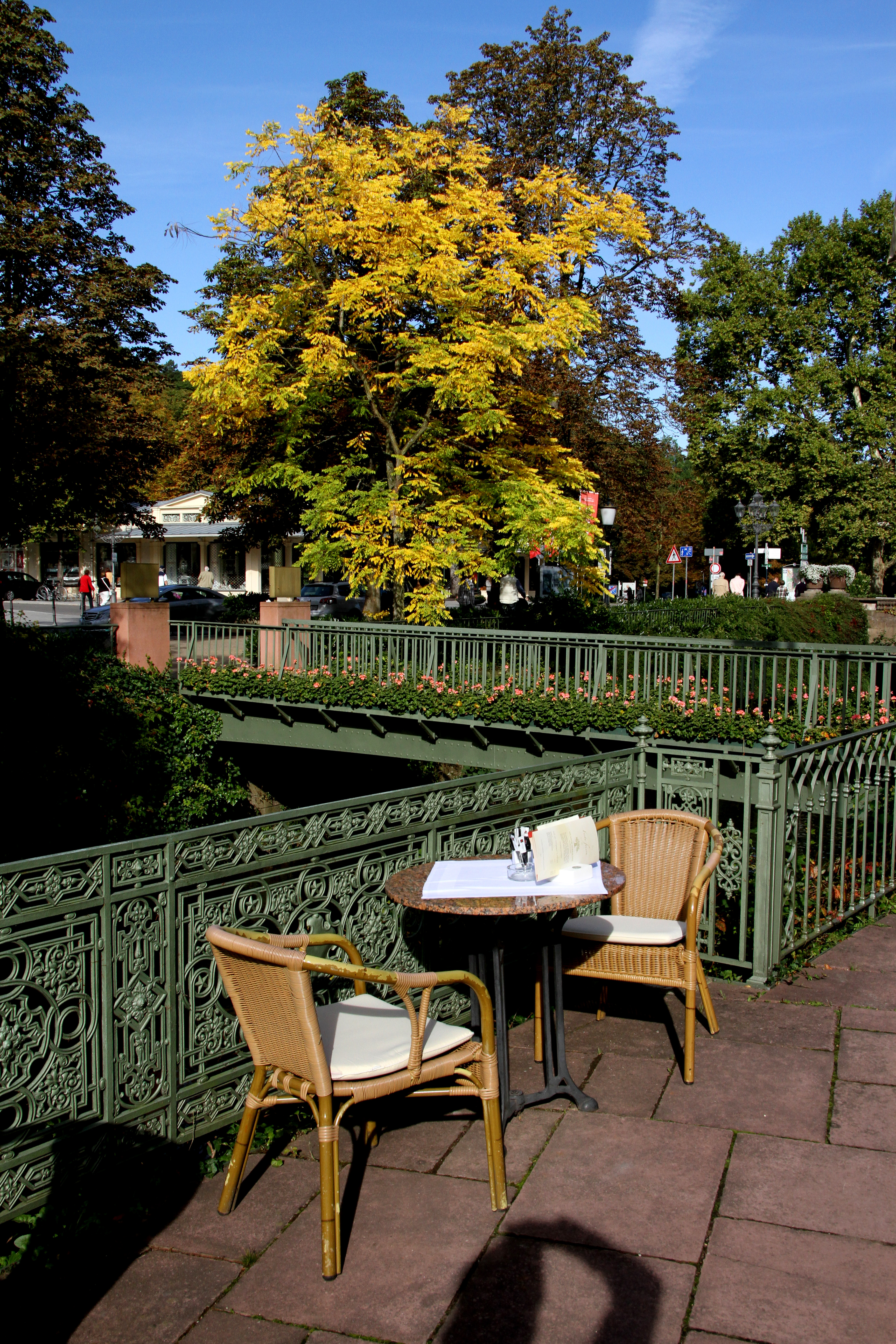
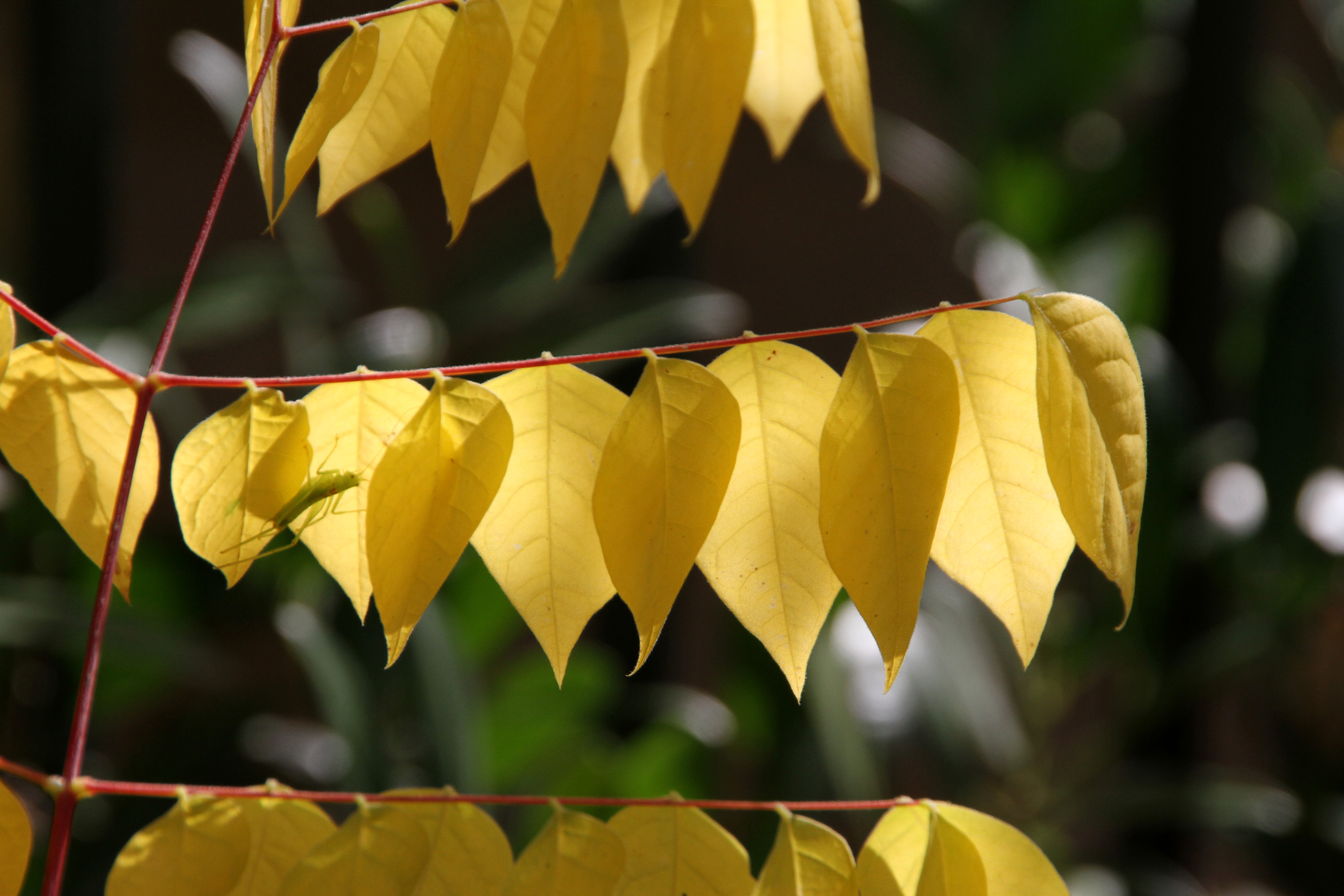
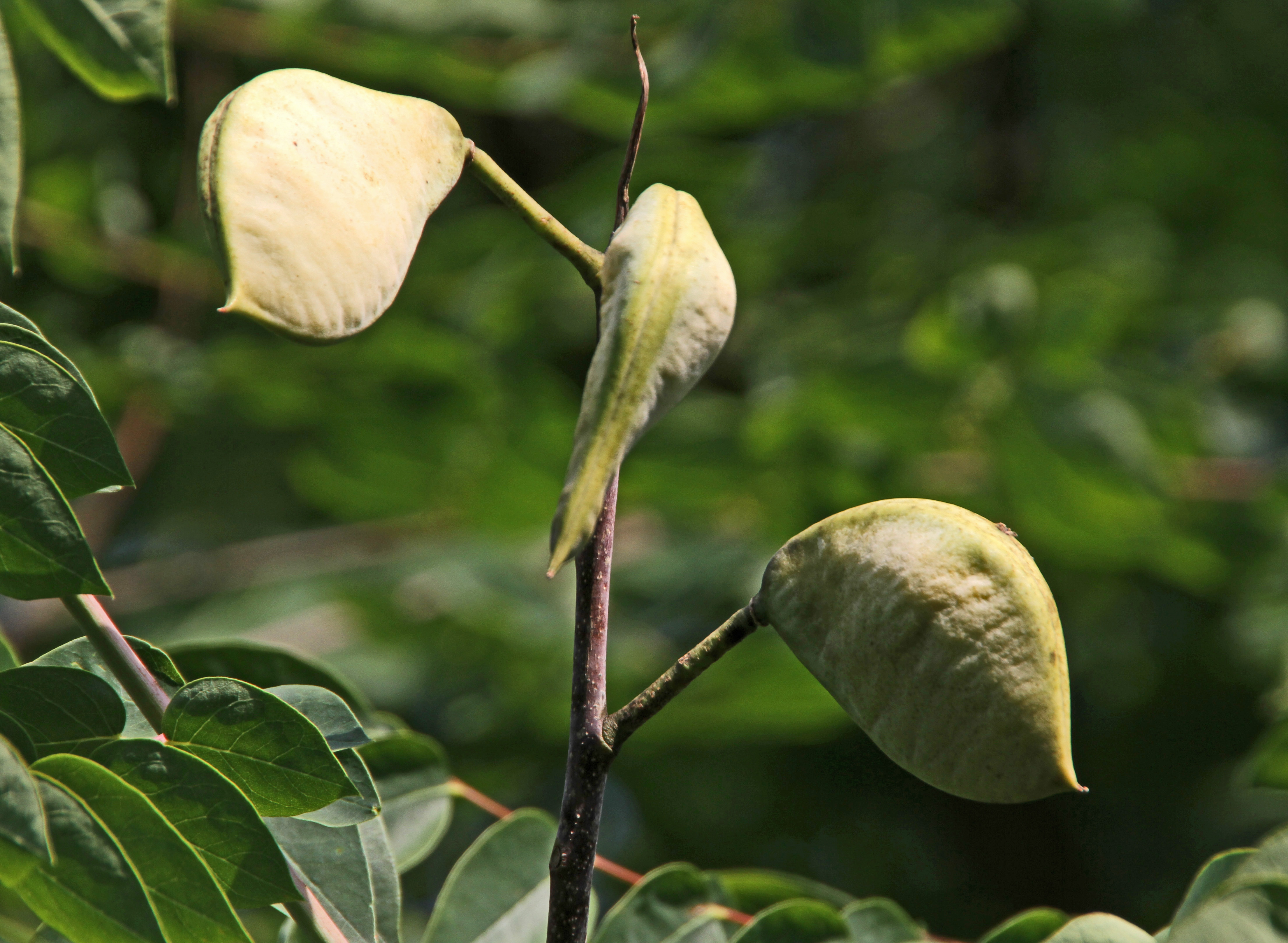
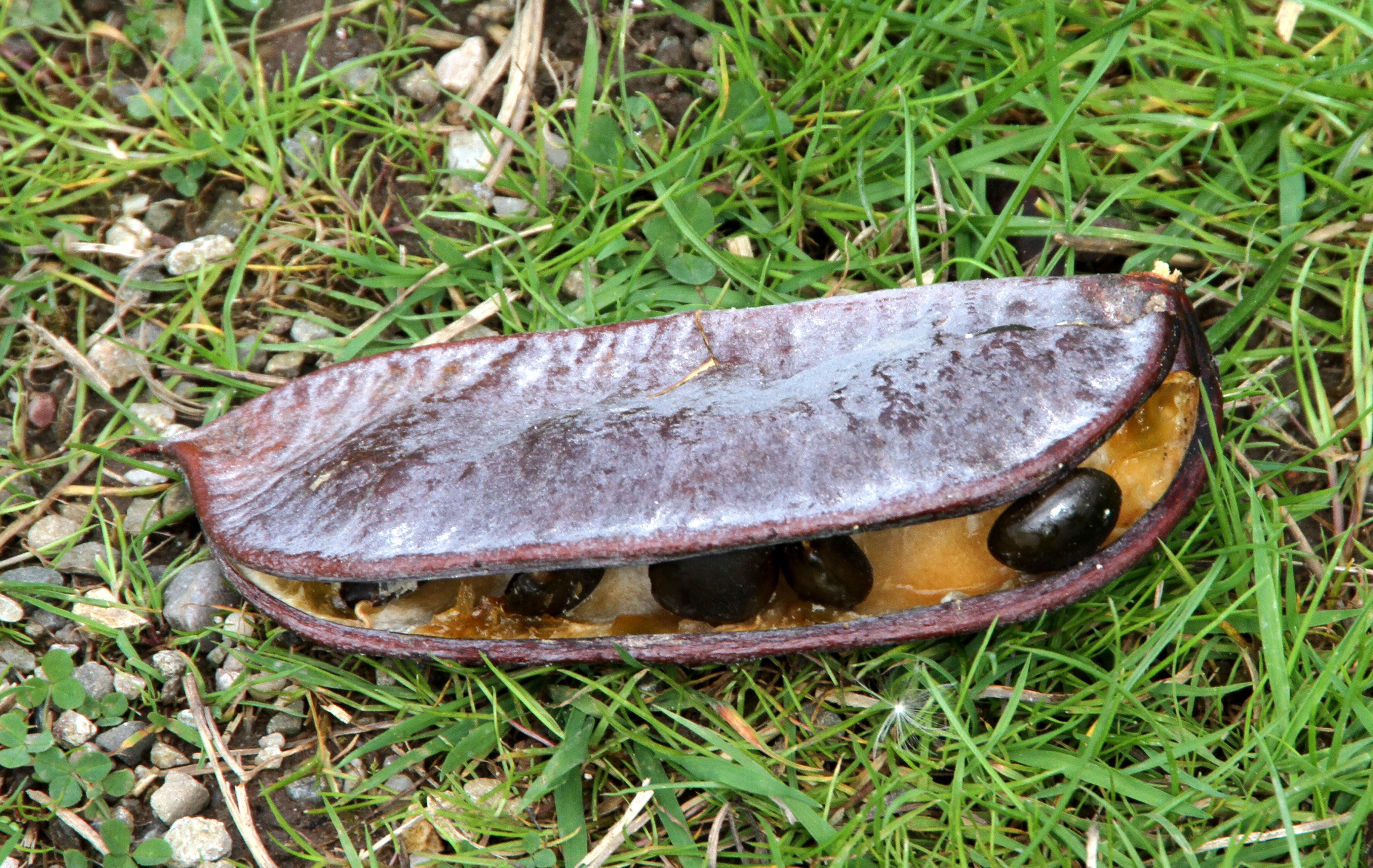